# Michel Avanzini
Michel Avanzini (sinh ngày 28 tháng 3 năm 1989) là một cầu thủ bóng đá người Thụy Sĩ hiện tại thi đấu cho FC Winterthur.